# Анаксандрид II
Анаксандрид II (др.-греч. Ἀναξανδρίδης Β΄, дор. Ἀναξανδρίδας Β΄; «внук Анаксандра») — царь Спарты из рода Агиадов, сын Леонта. Правил в ок. 560—520 годах до н. э. совместно с Аристоном из рода Еврипонтидов. Первая жена Анаксандрида II была бесплодной, поэтому эфоры убедили его взять вторую, которая родила ему сына Клеомена I. После этого первая родила ему Дориея, Леонида I и Клеомброта I. Анаксандрид II вместе с эфором Хилоном сверг тирана Сикиона Эсхина примерно в середине VI века до н. э.
Анаксандрид II и Аристон в ок. 550 году до н. э. закончили спартано-тегейские войны. Пифия приказала найти останки Ореста, чтобы победить. Это смог сделать спартанец Лиха, откопав их в дворе кузнеца в Тегее. В  В 525 или 524 году до н. э. при Анаксандриде II и Аристоне была организована Самосская экспедиция, направленная против тирана острова Поликрата. После безуспешной сорокадневной осады одноимённого города спартанцы ушли. Преемником Анаксандрида II стал Клеомен I.

## Биография
Согласно «Хронике» Евсевия Кесарийского, правление Анаксандрида II пришлось на период ок. 560—520 годов до н. э. Его соправителем из рода Еврипонтидов был Аристон. Плутарх приводит 6 изречений Анаксандрида II.

### Семья
Анаксандрид II сын Льва из рода Агиадов. Его первой женой была дочь его брата, которая не могла родить ему детей. Тогда эфоры предложили царю «отпустить жену» и найти новую, чтобы не прервать род. Анаксандрид II отказался, посчитав, что несправедливо отвергать её, так как она была ни в чём неповинна. После совещания эфоры и геронты, пригрозив апеллой, убедили царя взять вторую жену, но разрешили оставить первую. По словам Геродота, такое двоежёнство было не по-спартански. Второй женой Анаксандрида II стала Припетада, внучка Демармена, родившая ему сына Клеомена I. После этого первая жена, считавшаяся бесплодной, забеременела. Родственники Припетады посчитали, что она кичится и подкинет себе ребёнка, поэтому на родах присутствовали эфоры. Она родила Дориея, а после Леонида I и Клеомброта I. По словам Геродота, последние двое могли быть близнецами. По мнению доктора исторических наук Андрея Зайкова, первой женой Анаксандрида II могла быть патрухос (дочь, получившая наследство от отца), поэтому он не хотел отпускать её по предложению эфоров. Историк Дэниел Огден считает, что, вероятно, вторая жена Припетада была правнучкой Хилона, эфора при Анаксандриде II.

### Тираноборчество
При Анаксандриде II около 556 или 555 года до н. э. эфором стал Хилон, один из семи мудрецов, поднявший статус эфората.
Согласно обнаруженному в 1911 году фрагменту папируса, который относился к сочинению неизвестного автора (предположительно ок. II века н. э.), Хилон вместе с Анаксандридом II сверг тирана Сикиона Эсхина и тирана Афин Гиппия. Профессор Ирландского национального университета в Мейнуте Джордж Леонард Хаксли отметил, что Гиппий был изгнан намного позже смерти Хилона. По мнению доктора исторических наук Ларисы Печатновой, в отрывке имелось в виду, что этого тирана изгнал Клеомен I, живший на поколение позже эфора. Имя Хилона в фрагменте упомянуто первее имени Анаксандрида II. По мнению немецкого антиковеда Феликса Якоби, это связано с принадлежностью эфора к семи мудрецам, и его ранг был выше царя, в то время как Хаксли объясняет это тем, что Хилон был главной фигурой в свержении Эсхина. По мнению британского историка Николаса Хаммонда, возможно, в фрагменте имелся ввиду Гиппий из Мегар. Он отметил, что дата эфората Хилона близка к дате изгнания тирана Афин Писистрата.

Печатнова назвала военную акцию Спарты в Сикионе самой удачной в Пелопоннесе. Она сопоставила её с 550 годом н. э., когда, согласно Геродоту, Спарта захватила большую часть полуострова. По её мнению, эта «большая часть» состояла из Сикиона и Коринфа. После изгнания Эсхина Спарта, по-видимому, установила дорийское меньшинство во власти Сикиона, после чего город стал её верным союзником. По мнению Печатновой, Коринф, которому была неугодна близлежащая настроенная против дорийцев тирания, «окончательно сделал свой выбор в пользу Спарты». Британский историк Пол Картледж отнёс свержение Эсхина к 556 году до н. э., и, также основываясь на сообщении Геродота, предположил, что Коринф был принят в Пелопоннесский союз после акции в Сикионе. 

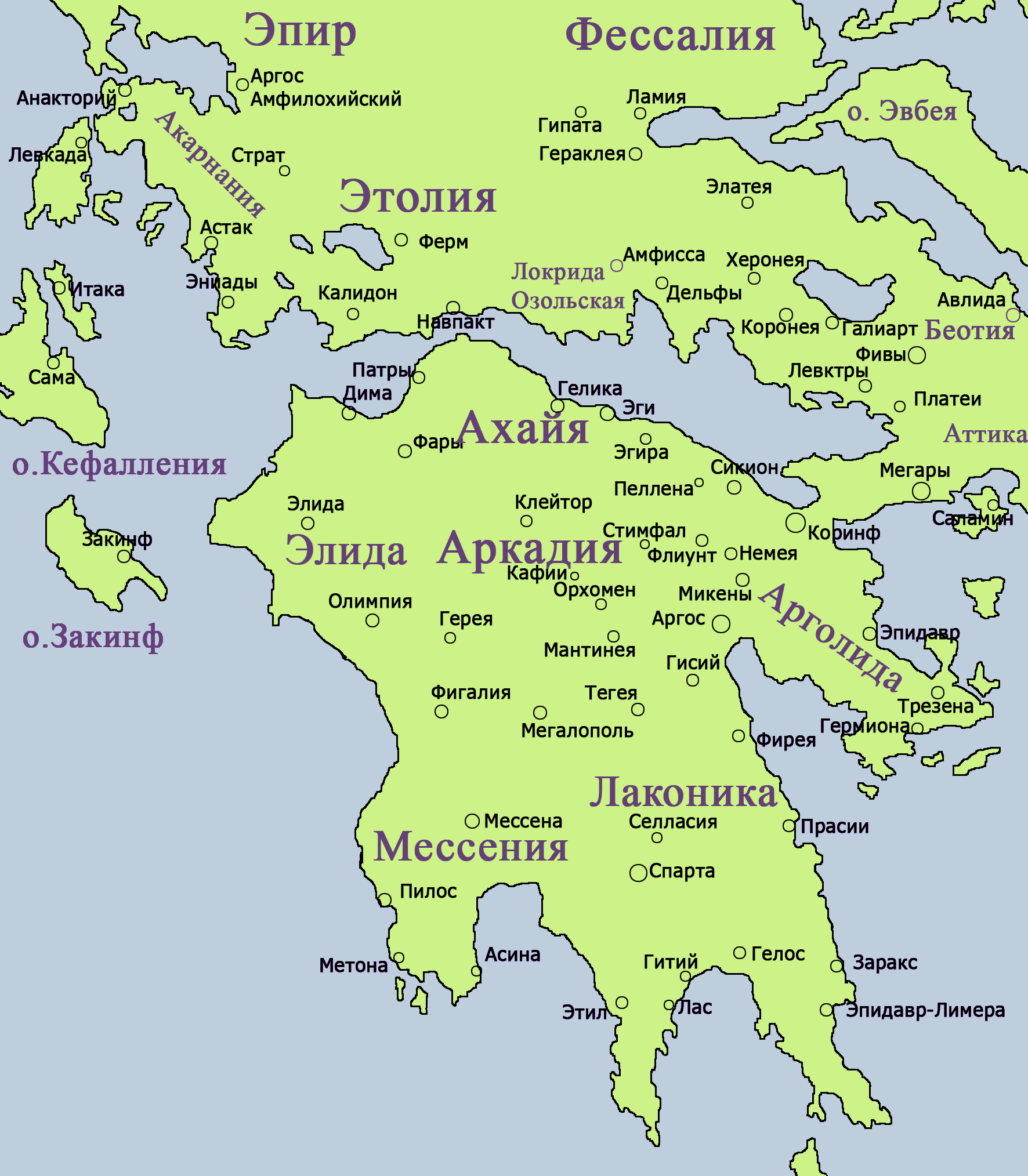
Карта Пелопоннеса и Средней Греции в древности

### Подчинение Тегеи
При Анаксандриде II и Аристоне около 550 года до н. э. были окончены спартано-тегейские войны, начавшиеся ещё при царе Харилае в VIII веке до н. э. Предшественники царей терпели поражения от Тегеи, поэтому при них спартанцы обратились в Дельфы с вопросом, какому божеству молиться, чтобы победить. Пифия приказала найти кости Ореста. Спартанцы не смогли их отыскать и снова обратились к ней, чтобы узнать их расположение. Пифия направила их в Тегею. Во время перемирия между городами спартанец Лиха встретил кузнеца, рассказавшего о том, как он нашёл чей-то гроб, когда копал колодец в своём дворе. Лиха, сопоставив слова Пифии, заключил, что в гробе находятся останки Ореста. Затем он вернулся в Спарту, рассказав о всём, и для вида его изгнали, обвинив в вымышленном преступлении. Вернувшись в Тегею, Лиха рассказал кузнецу о своём несчастье и убедил его сдать ему свой двор. Раскопав кости, он вернулся в Спарту. Останки были захоронены около статуи царя Полидора. По словам Геродота, после этого спартанцы стали сильнее тегейцев и захватили большую часть Пелопоннеса. По мнению Картледжа, спартанцы, владея двумя пятыми полуострова, захватили как минимум ещё одну пятую. Подобной акцией было похищение останков сына Ореста Тисамена из Гелики, чтобы претендовать на северный Пелопоннес. Хаксли считает, что это произошло в середине VI века до н. э.
По Плутарху, спартанцы заключили с Тегеей мирный договор, текст которого был написан на столбе, поставленного на берегу Алфея. Согласно единственной известной части договора: «Мессенцев изгнать из края и добрыми никого не делать». Аристотель истолковал это, как запрет на убийство тех тегейцев, которые выступали за спартанцев во время войн. С этой версией соглашаются историки Василий Васильевский и Георг Бузольт, полагая, что это гарантировало безопасность приверженцев спартанцев. Владимир Строгецкий привёл свой перевод второй части договора; по его мнению, «добрыми никого не делать» означает не предоставлять гражданские права. Аналогичного мнения придерживаются Хаксли и Картледж. По мнению Печатновой, остальная неизвестная часть договора, вероятно, была стереотипной: Тегея обязалась оказать помощь Спарте при восстании илотов, во время совместных войн военное руководство принадлежало Спарте, а Спарта обязалась предоставить защиту Тегее. Также Печатнова считает, что договор включал общий шаблон для последующих договоров между Спартой и принимаемых в Пелопоннесский союз: одинаковые друзья и враги со Спартой и следовать за спартанцами куда им угодно.
Картледж отметил, что после подчинения Тегеи в Амиклах стал почитаться Агамемнон, отец Ореста, а спартанцы с этого времени могли называть себя законными преемниками ахейских правителей Пелопоннеса и выступать в качестве защитников всей Греции. Огден также считает, что Спарта претендовала на преемственность ахейцам, а точнее Агамемнону и Оресту. Он назвал это «ахейской политикой» и приписал её к Хилону. По его мнению, её конечной целью была гегемония Спарты над всем Пелопоннесом подобно тому, как полуостров был верен Агамемнону. Чтобы навязать эту политику Анаксандриду II, Хилон выдал свою правнучку Припетаду ему замуж в качестве второй жены. Хаксли считает, что знаком протеста царя по отношению к этой политике было то, что он назвал сына Дориеем (по аналогии с дорийцами). По мнению Печатновой, возможно, Хилон был автором идеи поиска останков Ореста.

### Самосская экспедиция
В 525 или 524 году до н. э. при Анаксандриде II и Аристоне спартанцы организовали Самосскую экспедицию для свержения тирана острова Поликрата по просьбе изгнанных самосцев. Поликрат отправил 40 триер неугодных ему граждан к персидскому царю Камбису II, собиравшегося завоевать Египет. Затем они, либо сбежав с Египта, либо даже не доплыв до него, вернулись на Самос с боем. Проиграв, они отправились в Спарту за помощью, обратившись к архонтам (Картледж и эпиграфист Лилиан Джеффри предполагают, что Геродот имел в виду царей, герсуию и эфоров). Спартанцы сказали, что забыли начало длинной речи и не поняли её конца. Во второй раз самосцы пришли без речи, но с мешком, сказав, что ему нужна мука. Архонты посчитали это излишним, но согласились помочь. К войску спартанцев присоединились коринфяне. Также одной из причин экспедиции было похищение самосцами чаши для Крёза и панциря от Амасиса II. После безуспешной сорокадневной осады города Самос спартанцы вернулись в Спарту. Согласно Геродоту, существовал рассказ о том, что Поликрат приказал отчеканить много свинцовых монет, позолотить их и заплатить ими спартанцам, чтобы они ушли.
По сообщению Плутарха, однажды послы Спарты прибыли к тирану Наксоса Лигдамиду, но он много раз переносил встречу. Послы заявили, что он чувствует слабость, и сказали: «Передай ему, во имя богов, — сказали послы, — что мы пришли не бороться с ним, а разговаривать». По мнению Картледжа, Спарта свергла Лигдамида во время Самосской экспедиции. 
После смерти Анаксандрида II спартанским царём стал его сын Клеомен I.

### Античные источники
- Геродот. Геродот. История в 9 кн. / Пер., предисл. и указатель Ф. Г. Мищенко. — 2-е. — М.: тип. Е. Г. Потапова, 1888. — Т. 2.
- Павсаний. Описание Эллады / перевод с древнегреческого С. П. Кондратьева. — СПб.: Алетейя, 1996. — Т. 1. — ISBN 5-89329-006-2.
- Плутарх. Застольные беседы / Изд. подгот. Боровский Я. М., Ботвинник М. Н., Брагинская Н. В., Гаспаров М. Л., Ковалева П. И., Левинская О. Л. — Л.: Наука, 1990. — ISBN 5-02-027967-6.

### Современные источники

#### На русском языке
- Васильевский В. Г. Политическая реформа и социальное движение в древней Греции в период её упадка. — Санкт-Петербург: Печатня В. Головина, 1869.
- Хаммонд Н.-Дж.-Л. Пелопоннес // Кембриджская история древнего мира: Расширение греческого мира. VIII—VI века до н. э.  / Под ред. Дж. Бордмэна и Н.-Дж.-Л. Хаммонда. Пер. с англ., подготовка текста, предисловие и примечания А. В. Зайкова. — Москва: Ладомир, 2007.
- Зайков А. В. Юрисдикция спартанских царей (к интерпретации Hdt. VI. 57. 4—5) // Античная древность и средние века. — Екатеринбург: Издательство Уральского университета, 2000. — Вып. 31. — С. 5—30. — ISBN 5-7996-0226-9.
- Печатнова Л. Г. История Спарты (период архаики и классики). — СПб.: Гуманитарная Академия, 2001. — 510 с. — ISBN 5-93762-008-9.
- Пёльман Р. Очерк греческой истории и источниковедения / перевод с немецкого А. С. Князькова. — Санкт-Петербург: Алетейя, 1999.
- Строгецкий В. М. Полис и империя в классической Греции: Учебное пособие. — Н. Новгород: Нежинский государственный университет имени Николая Гоголя, 1991. — 244 с.

#### На других языках
- Bradford A. S. Leonidas and the Kings of Sparta: Mightiest Warriors, Fairest Kingdom (англ.). — Greenwood Publishing Group, 2011. — ISBN 978-0-313-38599-5.
- Busolt G., Swoboda H., Jandebeur F. Griechische Staatskunde (нем.). — Dritte, neugestaltete Auflage. — C.H. Beck'sche Verlagsbuchhandlung, 1926.
- Cartledge P. Sparta and Lakonia: A Regional History 1300—362 BC (англ.). — second edition. — London and New York, 2002. — ISBN 0-203-47223-3.
- Cartledge P., Jeffery L. H. Sparta and Samos: A Special Relationship? (англ.) // The Classical Quarterly. — 1982. — Vol. 32, no. 2. — P. 243—265. — JSTOR 638563.
- Jacoby F.[англ.]. Die Fragmente der griechischen Historiker (нем.). — E.J. Brill, 1957.
- Huxley G. L. Early Sparta (англ.). — London: Harvard University Press, 1962. — 164 p. — ISBN 978-0389020400.
- Ogden D. Greek bastardy in the classical and Hellenistic periods (англ.). — Oxford: Clarendon Press, 1996.